# Lechnica
Lechnica (Hongaars: Lehnic, Duits: Lechnitz) is een Slowaakse gemeente in de regio Prešov, en maakt deel uit van het district Kežmarok.
Lechnica telt 290 inwoners.